# Koninklijk Kasteel (Warschau)

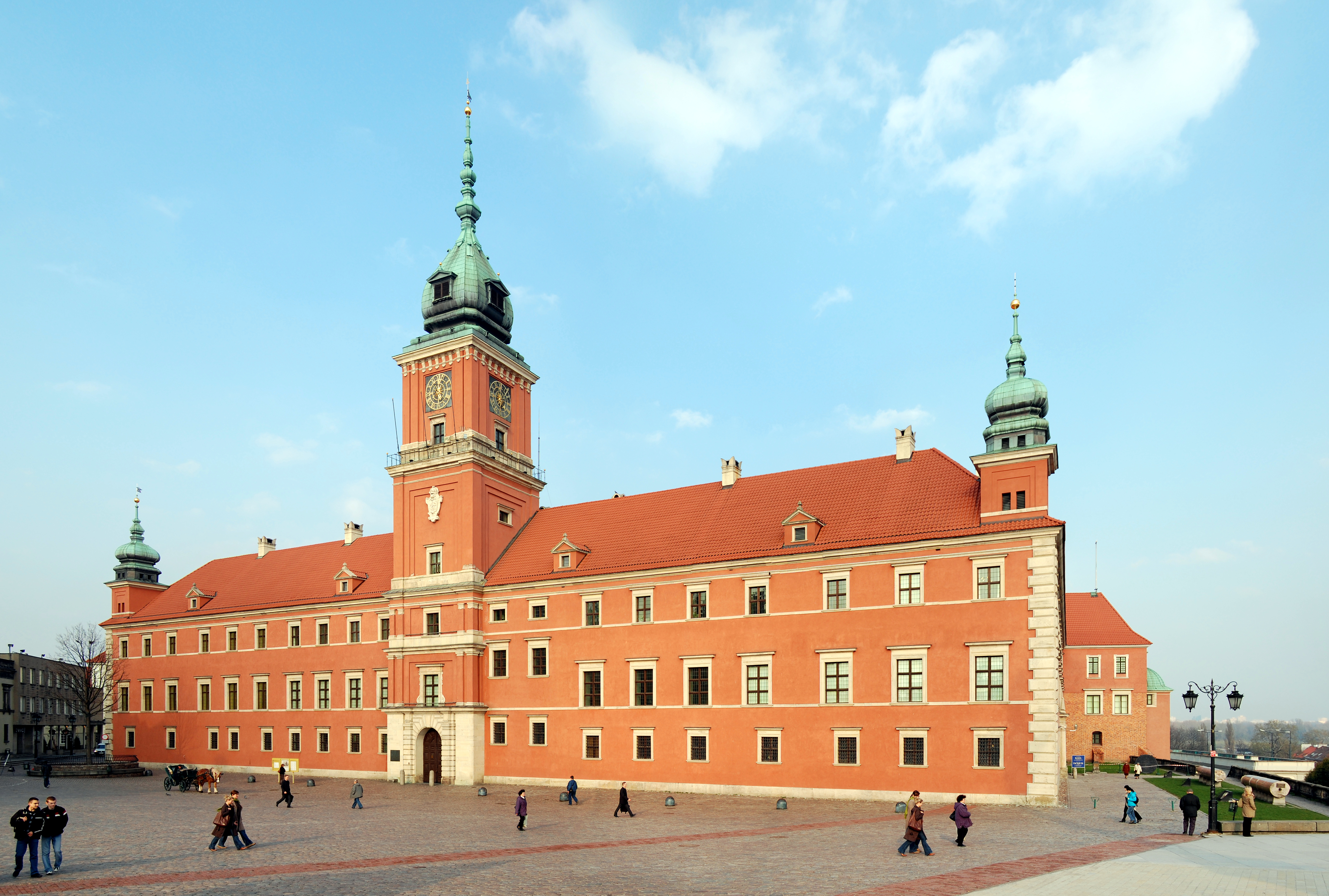
Koninklijk Kasteel in Warschau

Het Koninklijk Kasteel in Warschau (Pools: Zamek Królewski w Warszawie) was het paleis van de koningen van Polen. Het paleis ligt in de Oude Stad van Warschau aan het Slotplein. In het Kasteel zijn twee schilderijen van Rembrandt te zien, Geleerde aan een lessenaar en Jonge vrouw in een schilderijlijst.

## Externe link

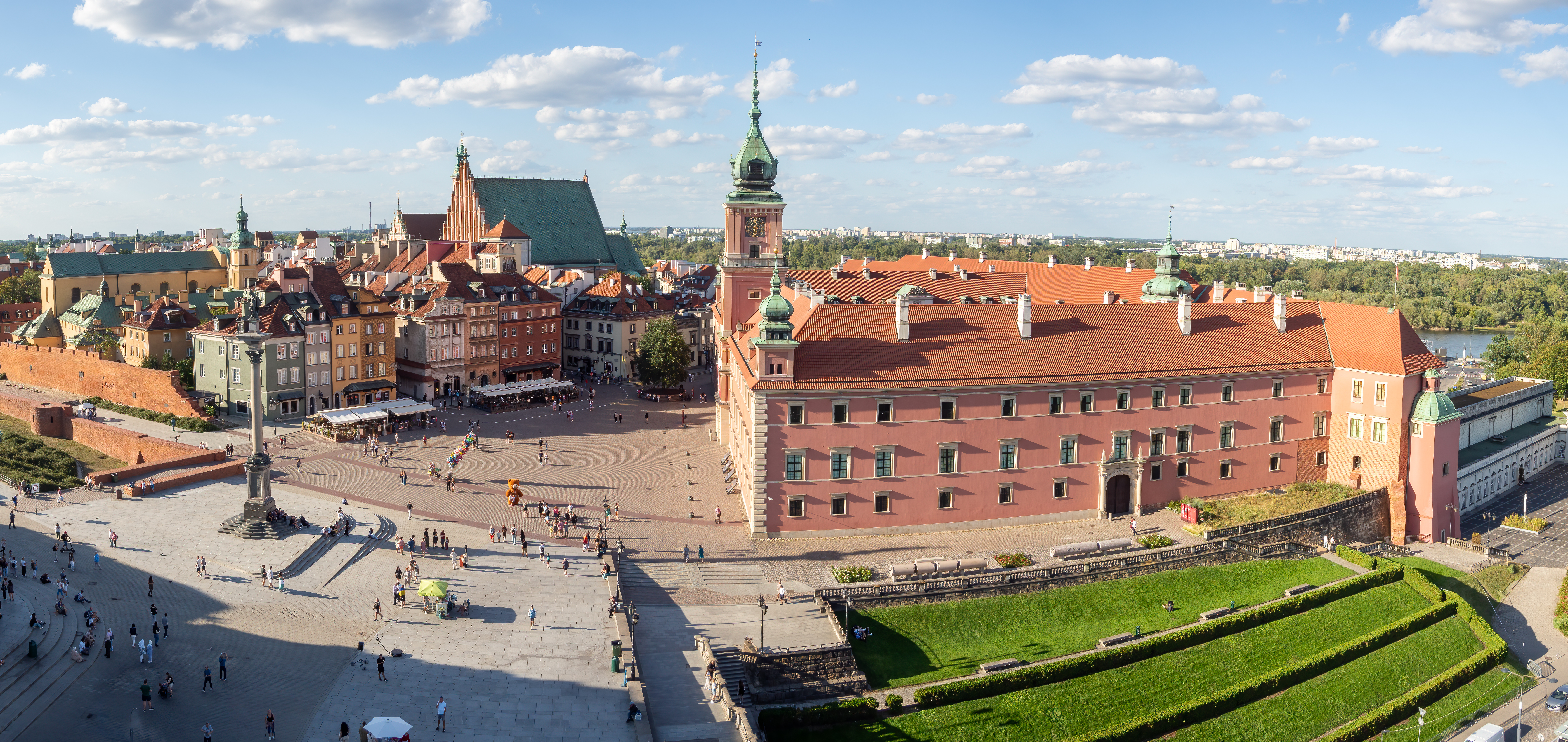
Panorama koninklijk paleis en Slotplein

## Geschiedenis
Eind 13e eeuw werd op de locatie van het huidige Koninklijk Kasteel een houten fortificatie gebouwd. Jan I van Warschau bouwde tussen 1407 en 1410 een gotisch kasteel dat na 1526 diende als koninklijke residentie. Het gebouw werd meermalen verbouwd totdat het begin 17e eeuw het huidige barokke aanzien kreeg.
Het gebouw heeft onder verscheidene oorlogen geleden. Tijdens de Grote Noordse Oorlog richtten Zweedse soldaten vernielingen aan en werd het paleis geplunderd. Tijdens de Tweede Wereldoorlog werd het paleis verwoest. Het brandde geheel uit door de Duitse bombardementen in september 1939. De ruïnes werden na de Opstand van Warschau in 1944 opgeblazen.
Tussen 1971 en 1984 werd het paleis herbouwd, waarna het werd opengesteld voor het publiek.

## Rembrandt in het Koninklijk Kasteel
Tot de grootste schatten die op het Koninklijk Kasteel in Warschau door het publiek bewonderd kunnen worden, behoren twee schilderijen van de Hollandse kunstschilder Rembrandt van Rijn, Geleerde aan een lessenaar en Jonge vrouw in een schilderijlijst. De twee portretten in het Koninklijk Kasteel zijn samen met Landschap met de barmhartige Samaritaan (Nationaal Museum in Krakau – Czartoryski Museum) de drie werken van Rembrandt die zich in de Poolse collecties bevinden.
De twee schilderijen van Rembrandt behoorden in de 18e eeuw tot de collectie van de laatste Poolse koning Stanisław August Poniatowski die ze in 1777 van de gravin Elisabeth Henriette Marie Golovkin (dochter van Friedrich Paul von Kameke) via de kunsthandelaar Jakob Triebel, heeft gekocht. Aanvankelijk waren de schilderijen gepresenteerd in het Łazienki Paleis in Warschau, echter na de dood van de koning werden ze overhandigd aan Józef Poniatowski. In 1813 liet de laatste de schilderijen over aan zijn zus Maria Teresa Poniatowska. In 1815 werden ze gekocht door Kazimierz Rzewuski die ze vervolgens aan zijn dochter Ludwika, echtgenote van Antoni Lanckoroński, gaf. Tijdens de Tweede Wereldoorlog nam de Gestapo de kunstwerken in beslag en pas in 1947 werden ze teruggegeven aan hun rechtmatige eigenaren en vervolgens gebracht naar het Hohenems Kasteel dicht bij Vaduz, Vorarlberg. In 1950 werden de schilderijen geplaatst in een crypte van de Zwitse bank. Pas in 1994 werden ze wederom geëxposeerd tijdens een tentoonstelling van de kunstwerken van de Lanckoroński familie die op het Koninklijk Kasteel in Warschau plaatsvond, waarna Karolina Lanckorońska deze twee werken van Rembrandt, samen met een aantal andere schilderijen, aan het Koninklijk Kasteel in Warschau heeft geschonken. Vandaag zijn Geleerde aan een lessenaar en Jonge vrouw in een schilderijlijst van Rembrandt te zien in de zogenaamde Galerij van Lanckoroński Familie, waar men tevens andere voorbeelden van de Nederlandse 17e- en 18e-eeuwse schilderkunst kan bewonderen.

## Galerij

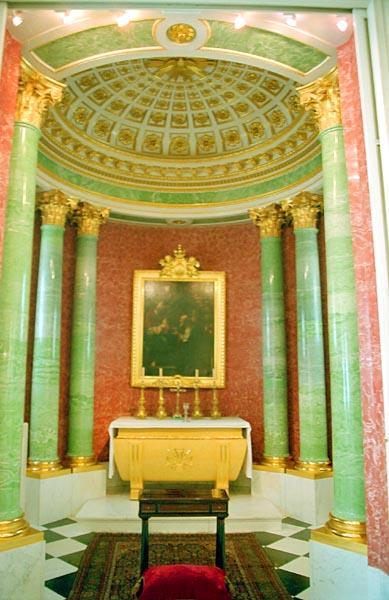
Koninklijke Kapel
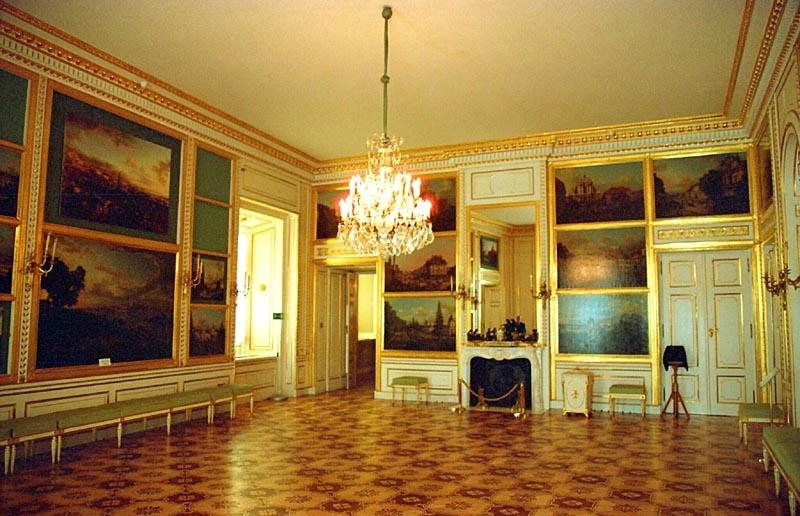
Canaletto-zaal
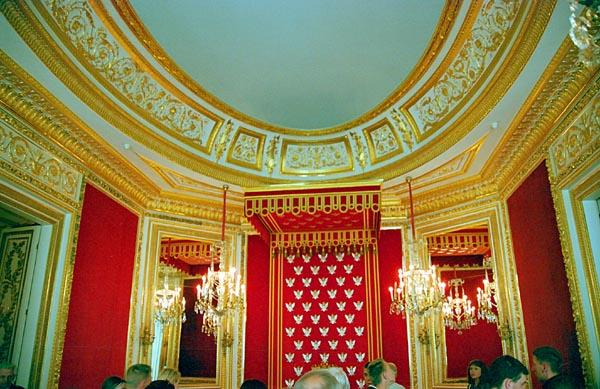
Troonzaal
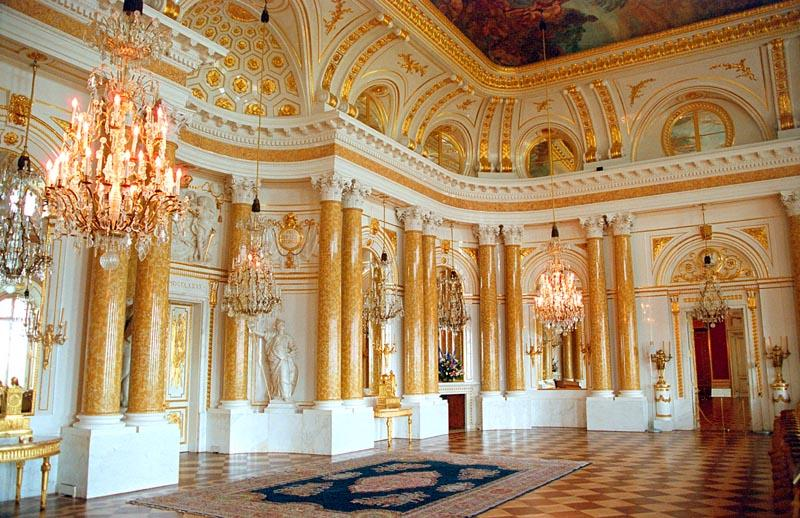
Balzaal
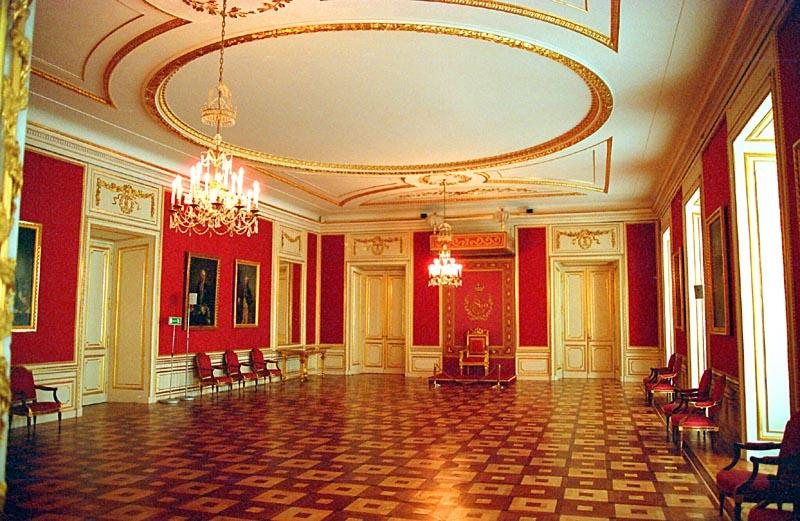
Raadzaal
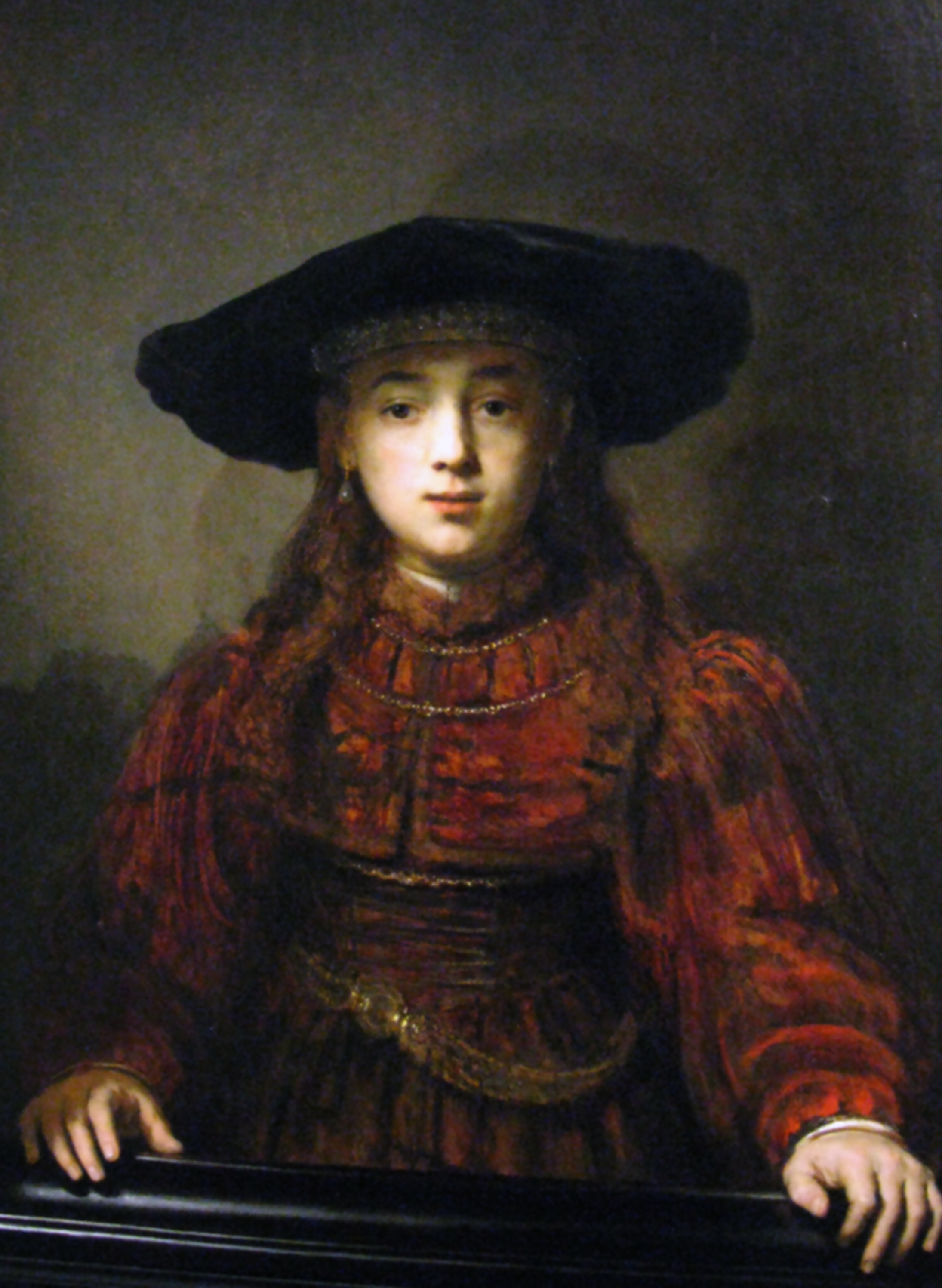
Jonge vrouw in een schilderijlijst, Rembrandt 1641
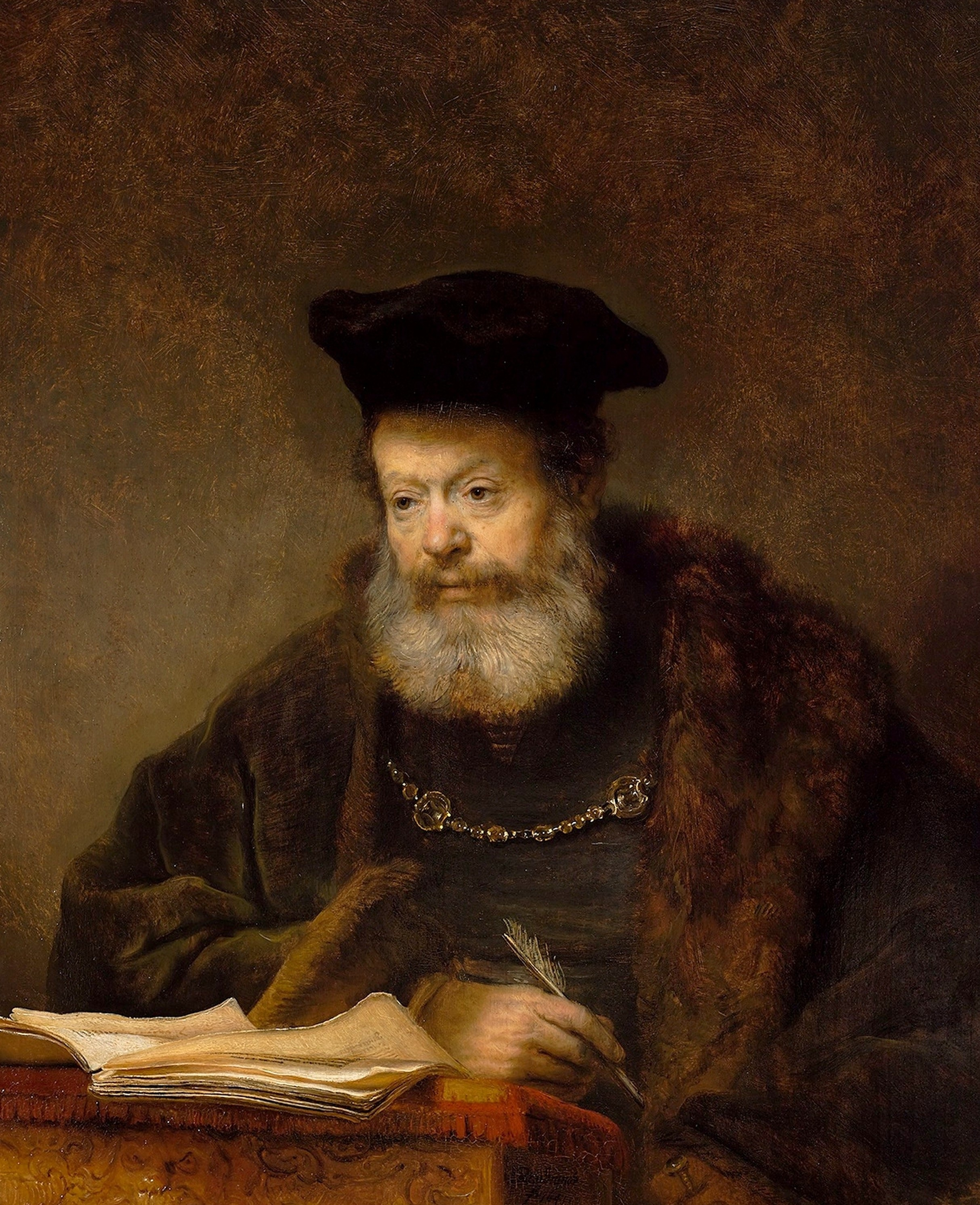
Geleerde aan een lessenaar, Rembrandt 1641